# Párizs–Marseille-vasútvonal
A Párizs–Marseille-vasútvonal egy kétvágányú, 1500 V egyenárammal villamosított normál nyomtávolságú vasútvonal Franciaországban Párizs és Marseille között. 1981 óta, mióta elindult az első TGV Párizs és Marseille között, a vasútvonal jelentősége a távolsági személyforgalomban fokozatosan csökken.

## Útvonal
A Párizs-Marseille vasútvonal a párizsi Gare de Lyon pályaudvarról indul délkeleti irányban. Charenton-le-Pontnál keresztezi a Marne folyót, és a Szajna jobb partján halad felfelé Crosne-ig, ahol a Sénart-erdő keleti oldalán halad. Melun közelében keresztezi a Szajnát, és a Szajna bal partján halad felfelé, a Fontainebleau-i erdő mentén. Montereau-Fault-Yonne után a vasútvonal a Yonne bal partján halad felfelé. Migennes-nél keresztezi a Yonne-t, és az Armançon, Brenne és Oze kis folyókat követi felfelé. Blaisy-Bas után a vasút a Földközi-tenger vízgyűjtő területére lép, és az Ouche folyó völgyén leereszkedik Dijon központjáig.
Dijonban a vasút délre fordul, és a Côte d'Or hegyvonulat keleti oldalán halad végig a híres szőlőültetvények közelében. Chalon-sur-Saône-nál a vasút eléri a Saône folyót, és annak jobb partját követi lefelé egészen Lyon városközpontjáig. Lyon-Perrache állomás előtt és után keresztezi a Saône-t, illetve a Rhône-t, és a Rhône bal partján halad lefelé. Collonges-au-Mont-d'Or (Lyon északi része) és La Guillotière (Lyon déli városrésze) között párhuzamos vonal húzódik kelet felé, amelyen Lyon másik főpályaudvara, Part-Dieu található. A Rhône jobb partján, Lyon és Nîmes között is van egy hosszú párhuzamos vonal, amelyet elsősorban teherszállításra használnak.
A vasútvonal Valence, Avignon és Arles érintésével halad, ahol elhagyja a Rhône folyót és keletre fordul. Az Étang de Berre északi partja mentén halad. Összesen 862 km hosszúság után éri el végállomását, Marseille-Saint-Charles állomást.

## Fontosabb állomások
- Gare de Lyon (Párizs)
- Gare de Dijon-Ville
- Gare de Lyon-Perrache
- Gare d’Avignon-Centre
- Gare de Marseille-Saint-Charles

## Története
A Párizs-Lyon, Lyon-Avignon és Avignon-Marseille szakaszokat három különböző társaság építette és üzemeltette, amelyek 1857-ben a Chemins de fer de Paris à Lyon et à la Méditerranée társaság részévé váltak. A Lyon-Avignon és Avignon-Marseille koncessziókat már 1852-ben egyesítette a Chemin de fer de Lyon à la Méditerranée. 1847-ben megnyitott első szakasz az Avignon melletti Rognonas-tól a Marseille melletti Pas-des-Lanciers-ig vezetett. Marseille-t 1848-ban kapcsolták be. 1849-ben megépült egy Párizsból Tonnerre-be (Yonne) és egy Dijonból Chalon-sur-Saône-ba tartó vonal, és Avignont összekötötték Rognonas-szal. Tonnerre és Dijon 1851-ben kapcsolódott össze. 1854-ben a Marseille-Avignon vonalat Valence-ig, a Párizs-Calon vonalat pedig Lyon-Vaise-ig meghosszabbították. 1855-ben Valence-t összekötötték Lyon déli negyedével, La Guillotière-rel. Végül 1856-ban megnyitották a Lyonon keresztül La Guillotière-től Vaise-ig tartó átjárót. 1856-ban a Párizstól északra már meglévő vasútvonalakkal együtt ez tette először lehetővé a vasúti közlekedést az Északi-tenger, illetve a La Manche-csatorna és a Földközi-tenger között.
"Császári vonal" néven is ismert, mivel III. Napóleon használta, aki ebben látta az összes olyan régió összekapcsolásának lehetőségét, amely felett uralkodott. Franciaország abban az időben 50 éves késésben volt az iparosodással Angliához képest; a vasút segítette volna felgyorsítani ezt a fejlődést. A szenet az ország minden régiójába szállították, a Beaujolais nouveau-t pedig a szülőföldjén kívül is meg lehetett kóstolni, a Midi, a Côtes-du-Rhône és még a Bourgognes borai is a vonalon keresztül érkeztek. A PLM egyfajta "borsztrádává" vált, mivel 1909-ben a vállalat áruszállítási nyereségének akár 10%-a is származott a borkereskedelemből.

## Képgaléria

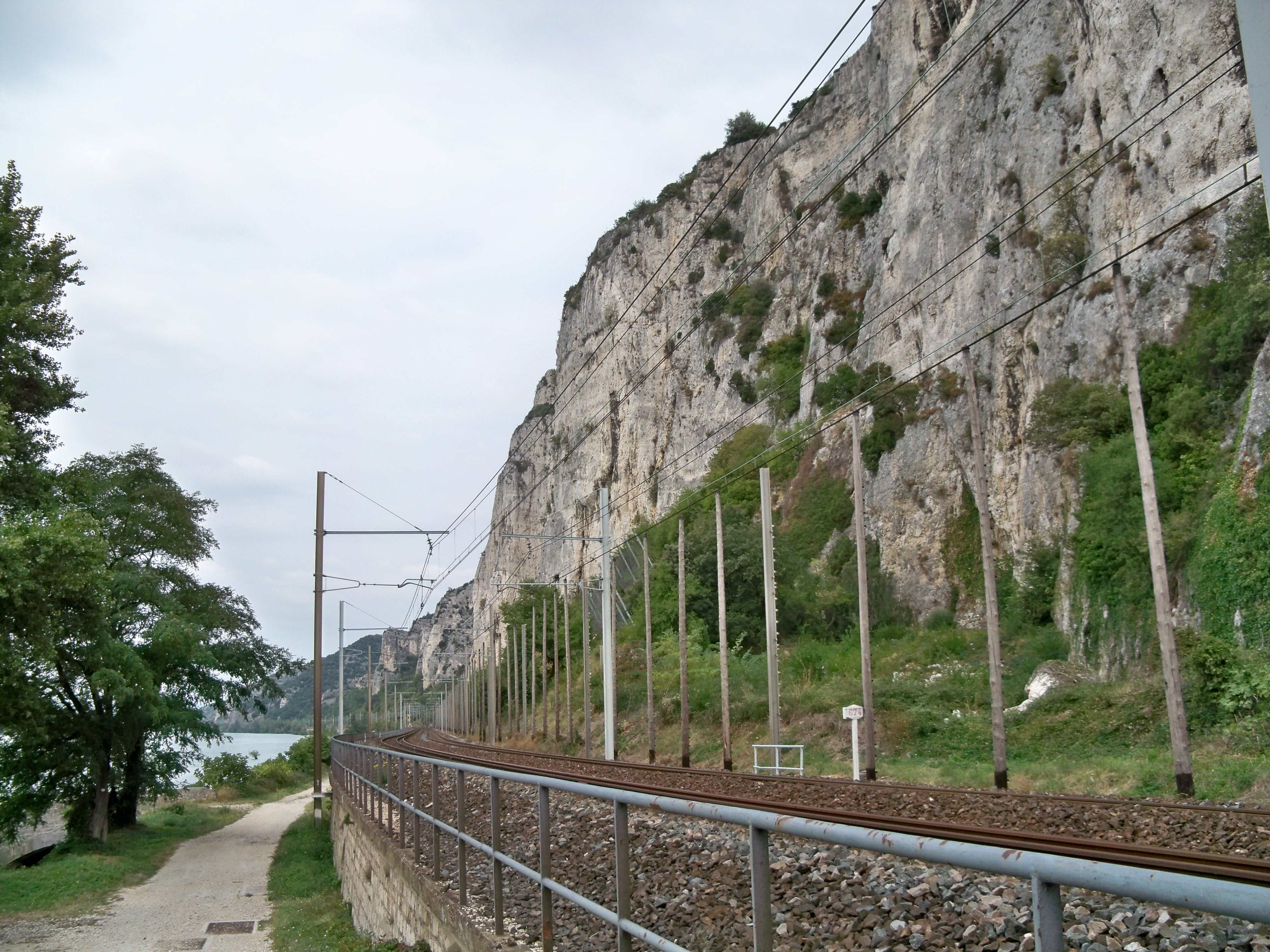
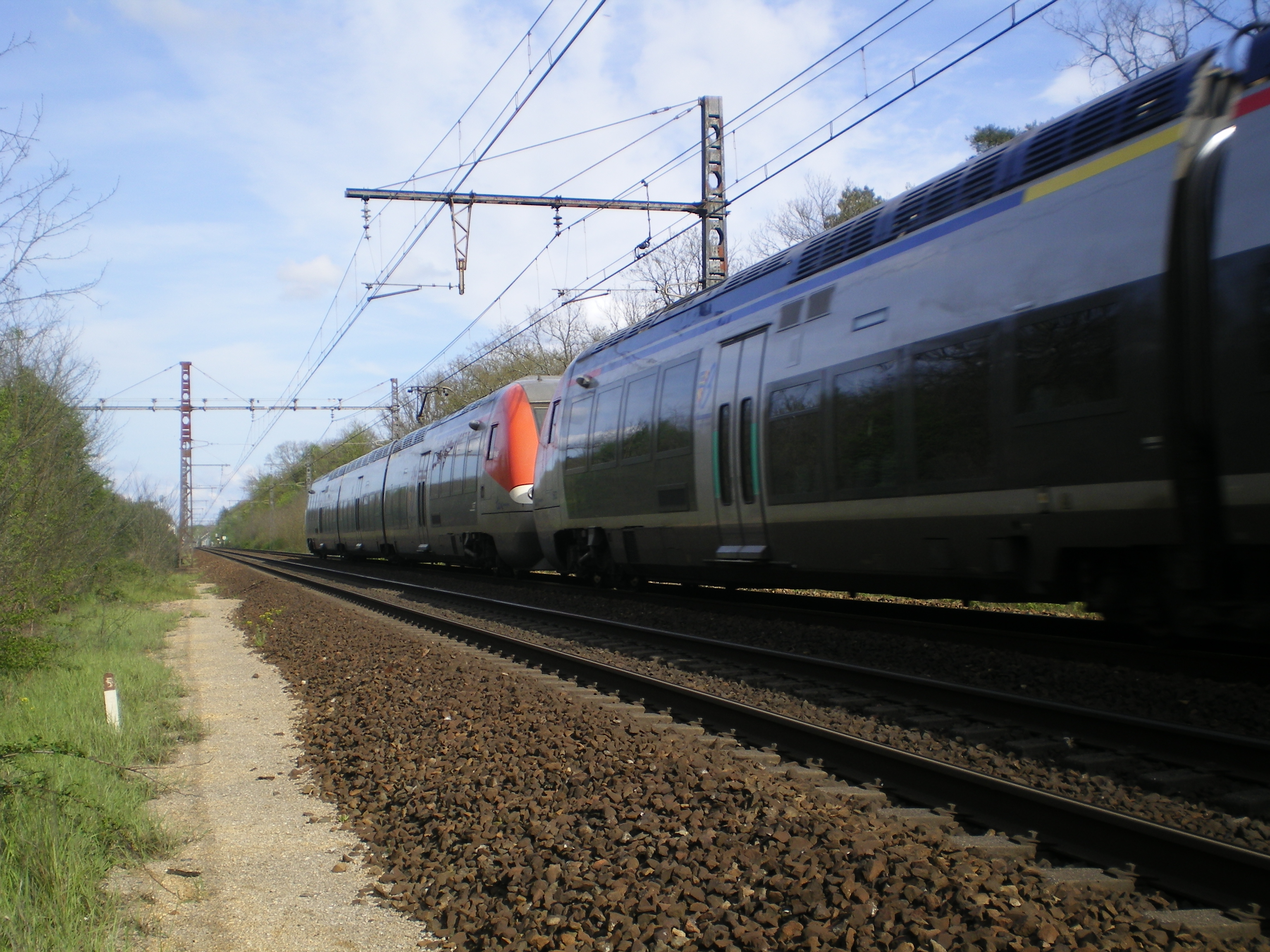
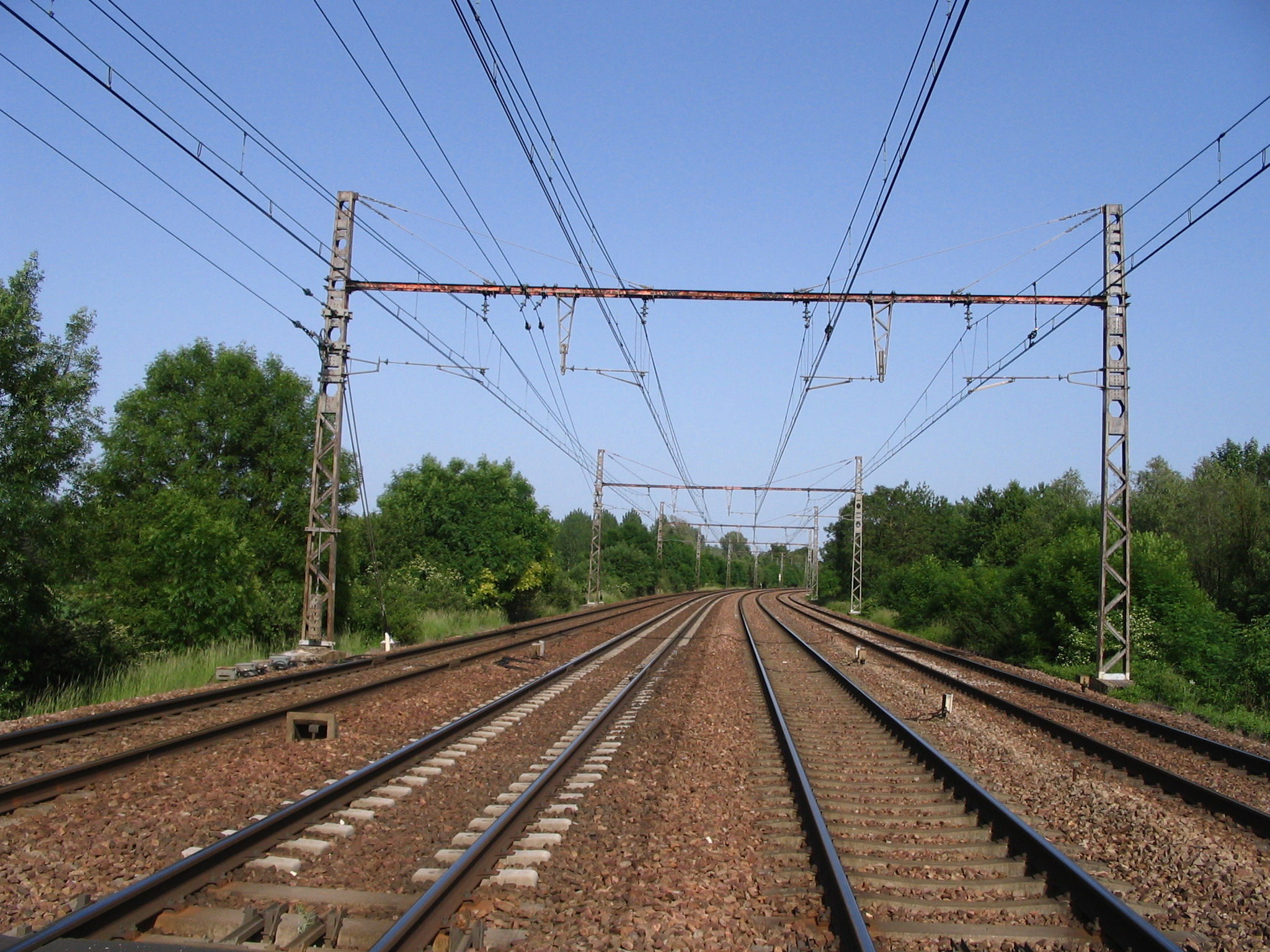
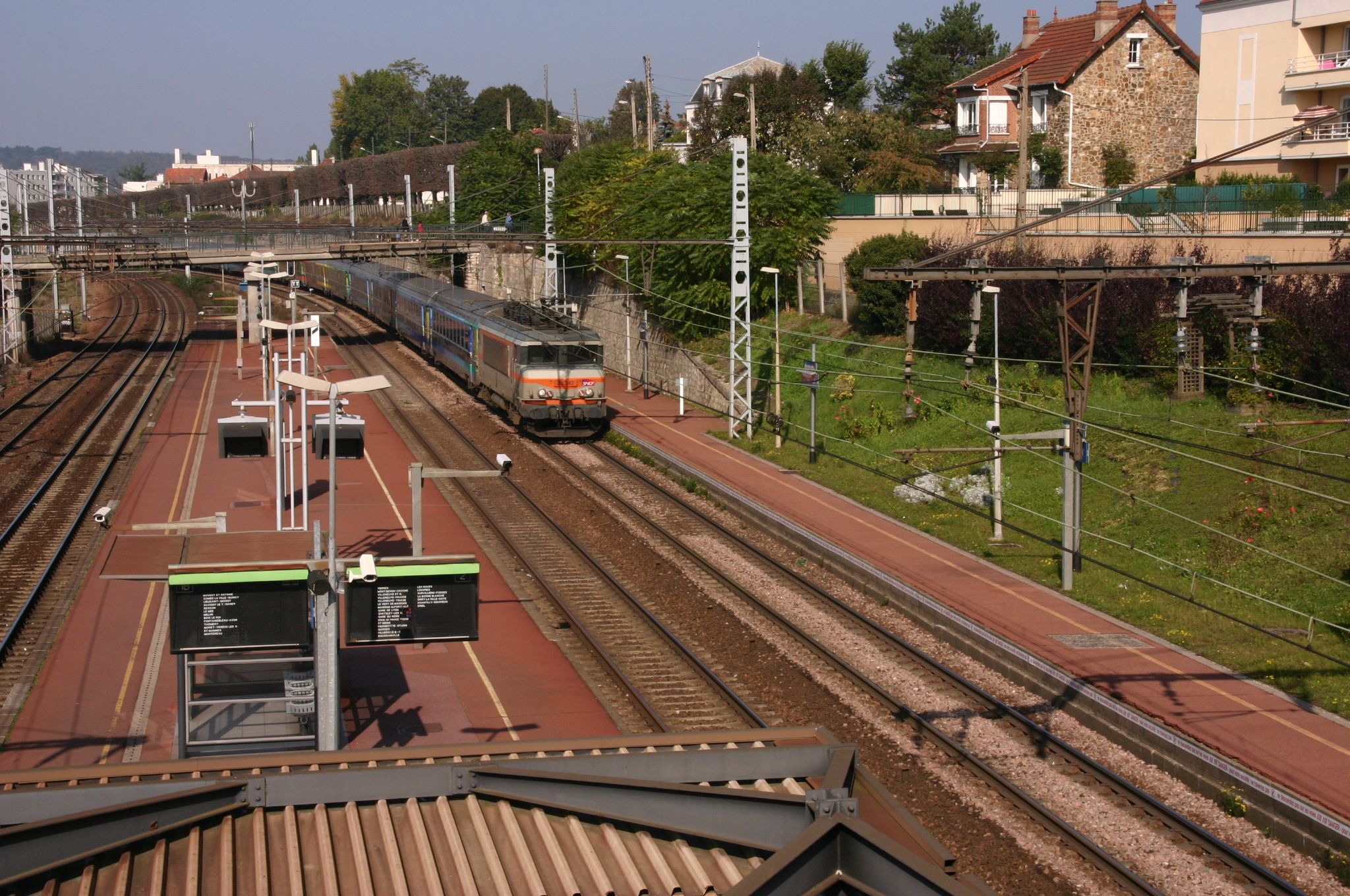
Gare de Brunoy